# Royal Watercolour Society
La Royal Watercolour Society (en español: Real Sociedad de la Acuarela) es una institución británica de acuarelistas. Nació en 1804 como una escisión de la Royal Academy y recibió originalmente el nombre de Society of Painters in Water Colours (Sociedad de Acuarelistas; a veces también aparece citada como Old Water Colour Society, Antigua Sociedad de la Acuarela). Sus promotor fue William Frederick Wells y entre los primeros miembros destacan William Sawrey Gilpin, Robert Hills, John Claude Nattes, John Varley, Cornelius Varley, Francis Nicholson, Samuel Shelley, William Henry Pyne y Nicholas Pocock. Estos artistas se consideraban relegados por la Royal Academy y por eso decidieron unirse a la nueva institución. 
En 1812, la sociedad modificó su naturaleza tomó el nombre de Society of Painters in Oil and Watercolours (Sociedad de acuarelistas y de pintores al óleo), regresando a su denominación original en 1820. La Sociedad obtuvo el título de «Real» cuando era presidente sir John Gilbert, con lo que en adelante pasó de denominarse Royal Society of Painters in Water Colours. En 1988 cambió de nuevo de nombre para llamarse Royal Watercolour Society.
Sus asociados han incluido a los impresionistas escoceses Arthur Melville, elegido en 1888 y James Paterson, elegido en 1898.